# 암실 (개성)
암실(岩室)은 조선민주주의인민공화국 개성시 판문구역 조강리에 위치한 마을이다. 오두산 통일전망대에서 관측 가능하다.